# Mersalyl
Mersalyl (eigentlich Mersalylsäure) ist eine Organoquecksilberverbindung mit diuretischer Wirkung. Mersalyl wird heute nicht mehr als Medikament verwendet, da es von anderen Diuretika verdrängt wurde, die kein Quecksilber enthalten und dadurch weniger toxisch sind.
Mersalyl wird seit den 1960er Jahren bei biochemischen Experimenten als wasserlöslicher, nicht membranpermeabler Inhibitor zur reversiblen Blockierung von Sulfhydrylgruppen in Proteinen verwendet.

## Synthese
Die Erstsynthese von Mersalyl (Natriumsalz, 505,87 g/mol) wurde von Otto Diels und Erich Beccard veröffentlicht. Der Geschmack wird als bitter beschrieben. Wenn Mersalyl dem Tageslicht ausgesetzt wird oder sich in Lösung befindet, zersetzt sich die Verbindung langsam und setzt Quecksilber frei; aus diesem Grund werden der Substanz oft geringe Mengen an Theophyllin beigesetzt, die diesen Prozess verlangsamen.
Bockmühl und Schwarz meldeten Mersalyl 1925 für Hoechst zum Patent an.